# Josef Dobrovský

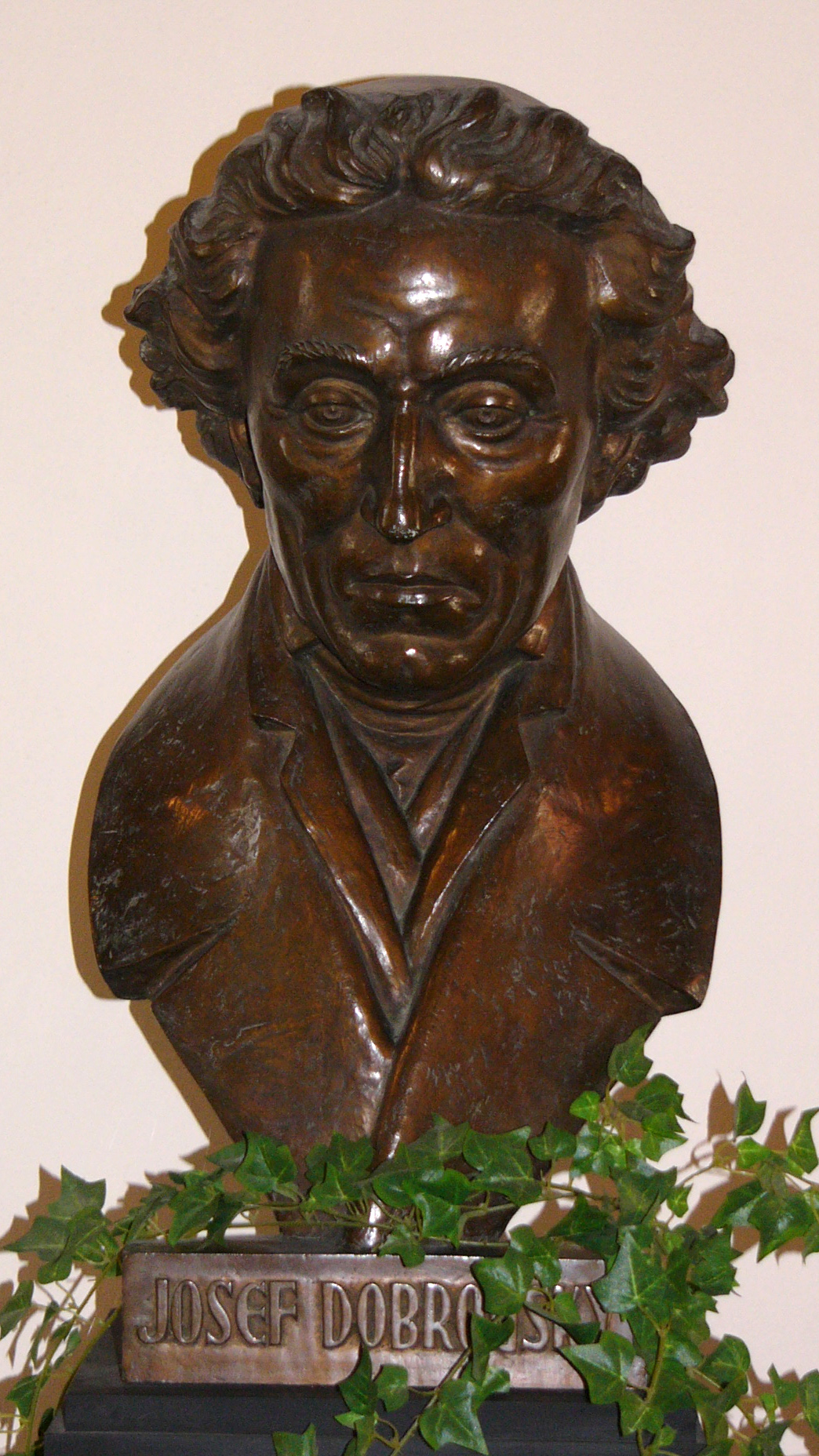
Josef Dobrovský

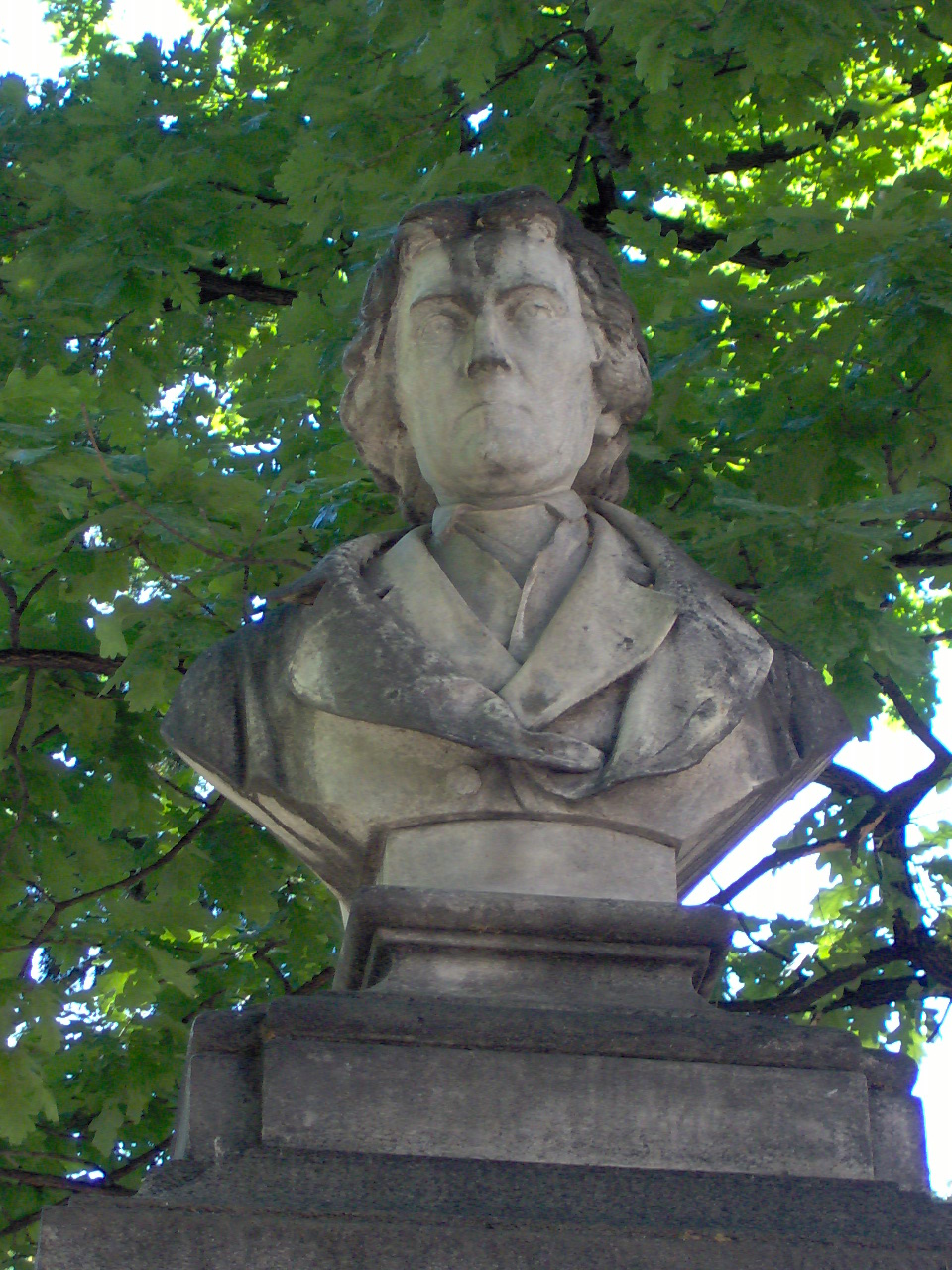
Dobrovskýs bust on Kampa Island in Prague

Josef Dobrovský (17 de agosto de 1753 – 6 de janeiro de 1829) foi um filólogo e historiador da Boêmia.

## Obras selecionadas
- Fragmentum Pragense evangelii S. Marci, vulgo autographi (1778)
- a periodical for Bohemian and Moravian literature (1780–1787)
- Scriptores rerum Bohemicarum (2 vols., 1783)
- Geschichte der böhm. Sprache und alten Literatur (1792)
- Die Bildsamkeit der slaw. Sprache (1799)
- a Deutsch-böhm. Wörterbuch compiled in collaboration with Leschk, Puchmayer and Hanka (1802–1821)
- Entwurf eines Pflanzensystems nach Zahlen und Verhältnissen (1802)
- Glagolitica (1807)
- Lehrgebäude der böhmischen Sprache (1809)
- Institutiones linguae slavicae dialecti veteris (1822)
- Entwurf zu einem allgemeinen Etymologikon der slaw. Sprachen (1813)
- Slowanka zur Kenntnis der slaw. Literatur (1814)
- a critical edition of Jordanes, De rebus Geticis, for Pertz's Monumenta Germaniae Historica